# Sant Cristòfol de Ventolà
Sant Cristòfol de Ventolà és una església romànica del municipi de Ribes de Freser, a la comarca catalana del Ripollès. És una obra inclosa en l'Inventari del Patrimoni Arquitectònic de Catalunya.

## Descripció

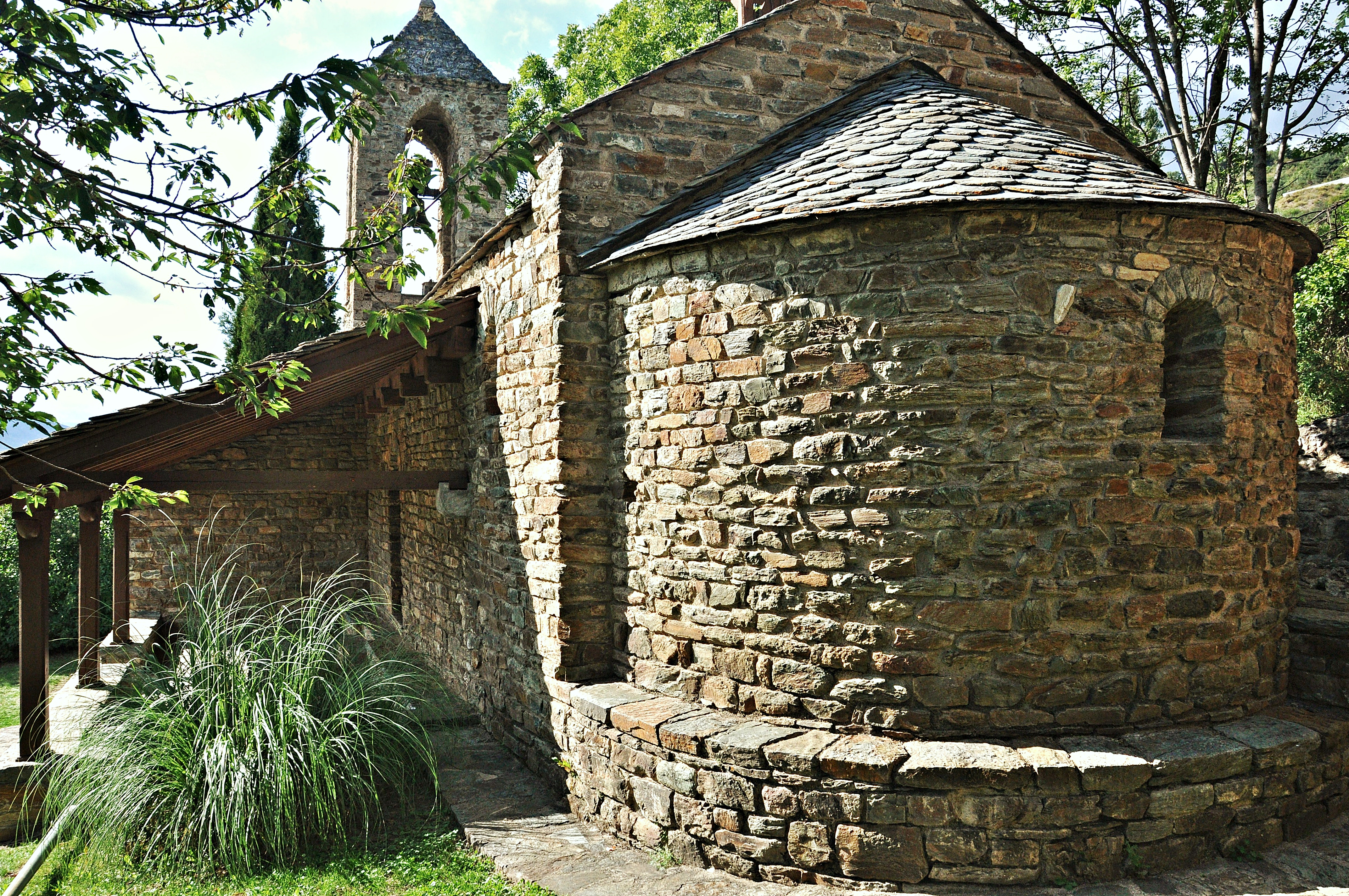
Sant Cristòfol de Ventolà

L'església d'una sola nau, és amb volta de canó i arcs interiors de contrafort. Està orientada de llevant a ponent, tenint la capçalera amb absis, com correspon a les esglésies romàniques, i la porta oberta en el parament sud de la nau. Se sap que al llarg del temps, ha set modificada, si bé d'aquestes modificacions, només resta el campanar, doncs modernament ha set restaurada, recuperant la seva estructura original, s'ha repicat tot l'arrebossat, com és moda, i s'ha afegit un porxo modern, amb estructura antiga.

## Història
Poques notícies històriques tenim d'aquesta església. Però sí que sabem que en 982 i 988 els monestirs de Sant Joan i Ripoll tenien possessions, és de suposar que fos algun d'aquests monestirs que prengués la iniciativa d'edificar-la, com passa a Sant Julià de Vallfogona i d'altres.
És possible també, que en els segles XVII-XVIII fos reformada i se l'hi fes el campanar, però d'aquestes restes només queda aquest últim, doncs fa pocs anys va ésser restaurada per l'arquitecte Joan Mª de Ribot, recuperant tota la seva estructura originària romànica, i en desaparegué qualsevol resta del passat proper.